# محمد محمود محمد صالح
محمد محمود محمد صالح أحد أعلام الفقه والقانون التجاري والدولي في موريتانيا ولد في اغسطس 1956 في مدينة تامشكط لأبيه احمد محمد صالح وزير الداخلية والشخصية الثانية لفترة تأسيس الدولة ولأمه فاطمة، وحصل على الشهادة الثانوية عام 1974 في ثانوية كيفة التحق بمدرسة الحقوق في جامعة جامعة نيس صوفيا أنتيبوليس حيث حصل على الليسانس عام 1977 ثم شهادة الدكتوراه في القانون الخاص سنة 1985.
ثم تحصل على شهادة أستاذ مبرَز من الأكاديمية الفرنسية سنة 1989 في القانون الخاص والعلوم الجنائية.
يعمل كأستاذ قانون في جامعة نواكشوط واستاذ ضيف في جامعة بانتيون سوربون وجامعة بورغون وجامعة أورليان وجامعة لا روشيل وجامعة غاستون برجي وأكاديمية القانون الدولي في لاهاي.